# 7558 Yurlov
A 7558 Yurlov (ideiglenes jelöléssel 1982 TB2) a Naprendszer kisbolygóövében található aszteroida. Ljudmila Georgijevna Karacskina fedezte fel 1982. október 14-én.